# Tayla Harris
Tayla Harris (Brisbane, 16 de abril de 1997) é uma jogadora de futebol australiana que joga pelo Melbourne Football Club, na AFL Feminina (AFLW), e boxeadora profissional. Anteriormente, ela jogou futebol no Carlton e Brisbane.

## Juventude e carreira amadora
Tayla Harris nasceu e foi criada nos subúrbios ao norte de Brisbane, na Austrália, e começou a jogar futebol americano competitivo pelo Aspley aos cinco anos de idade. Ela jogou em uma competição mista com meninas e meninos até 2010.
Aos 15 anos, ela começou a jogar futebol sênior pelo Zillmere, na Liga Feminina AFL Queensland Women's League (QAWFL), onde ganhou o prêmio de melhor e mais justa da liga em sua primeira temporada. Em 2017, após se mudar para Melbourne, ela começou a jogar na competição feminina da VFL com o St Kilda Sharks.
Ela representou Queensland na competição juvenil feminina.
Aos 17 anos, ela foi convocada para o lado representativo de Melbourne como parte da série de exposições femininas da AFL. Ela continuou a jogar pelo clube até 2016. Ela também jogou como parte da equipe representativa do Brisbane Lions, em 2016.
Ela frequentou a escola primária no Prince of Peace Lutheran College e o ensino médio na Albany Creek State High School.

## Carreira feminina na AFL

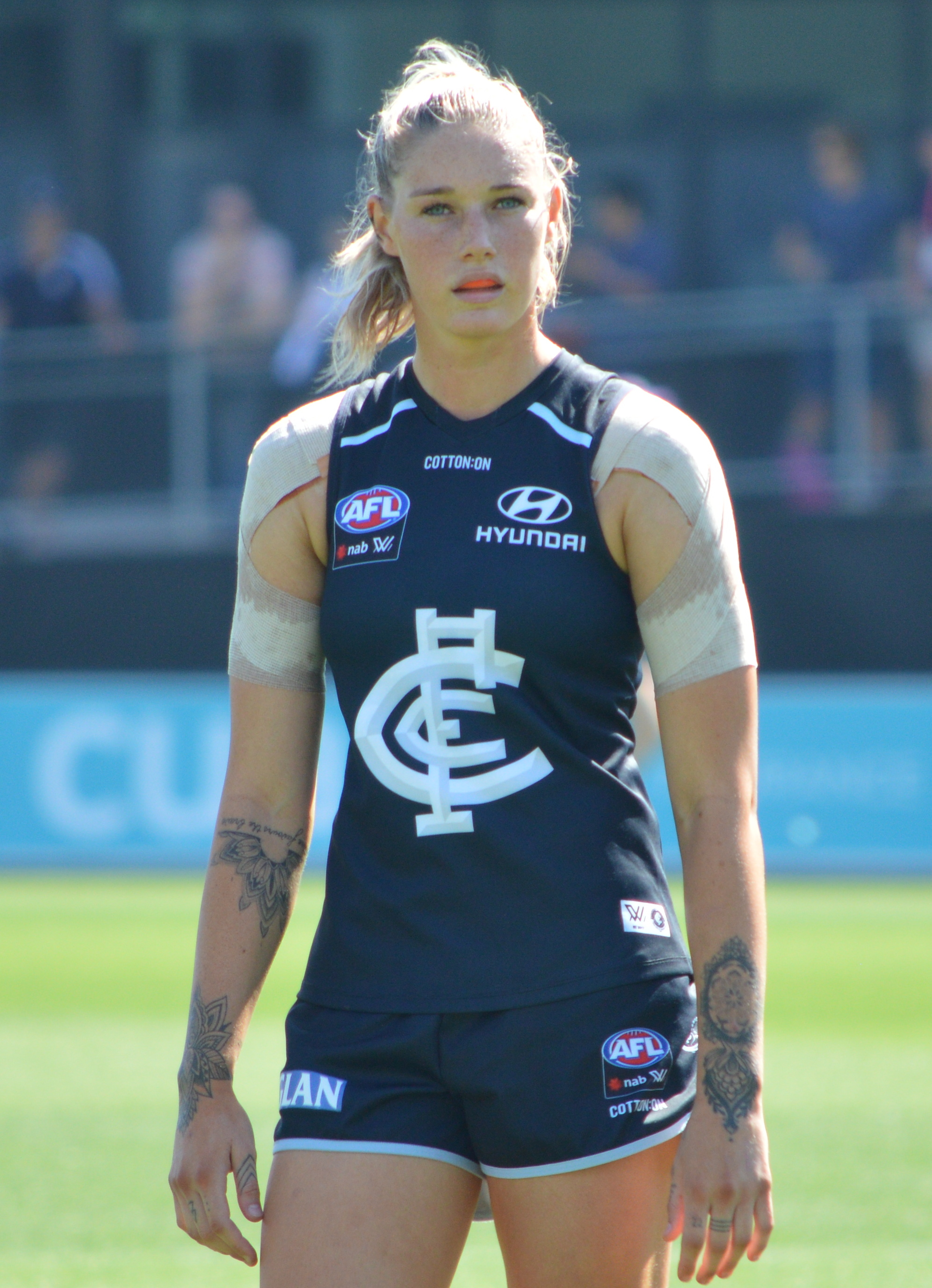
Tayla Harris jogando pelo Carlton, em 2019

Tayla Harris foi uma das duas contratações de jogadores anunciadas pelo Brisbane em antecipação à temporada inaugural de 2017 da liga. Ela fez sua estreia na liga na partida inaugural do clube, na primeira rodada de 2017, contra Melbourne, no Casey Fields. Na segunda rodada, ela foi indicada para o prêmio Rising Star da liga por um desempenho de dois gols, doze eliminações e sete marcas contra o Fremantle, e também foi nomeada "Jogadora da Semana" pela AFL Players Association. Ao final de duas rodadas, ela ficou em quarto lugar no campeonato em total de gols marcados (dois) e em primeiro lugar no campeonato em marcas contestadas (oito).
No final da temporada, Tayla Harris foi convocada para a seleção australiana de 2017.
Antes do período comercial da AFLW de 2017, Tayla expressou seu desejo de ser negociada com um clube vitoriano. O período de negociação começou em 15 de maio. As primeiras negociações entre Brisbane e Carlton fracassaram; embora o Carlton tenha oferecido Bianca Jakobsson em troca, o Brisbane queria uma jogadora adicional. Melbourne também fez uma oferta por Tayla Harris. Em 25 de maio de 2017, Tayla foi negociada com o Carlton em uma negociação complexa envolvendo quatro equipes, cinco jogadores e uma escolha de draft.
Ela jogou seis partidas com seu novo clube em 2018 e marcou cinco gols, dividindo o prêmio de melhor artilheira do clube com Darcy Vescio. Ela também reivindicou a seleção australiana naquele ano, ficando no banco de reservas. Suas temporadas de 2019 e 2020 foram sólidas, com ela marcando 8 gols cada. Ela foi nomeada para a seleção australiana em 2020, novamente no banco de reservas. Em 2021, Tayla Harris estava em baixa forma, jogando 9 partidas, mas marcando apenas 4 gols e com média de menos de 10 eliminações. Tayla se envolveu em uma polêmica em março de 2021, depois que foi relatado que ela perdeu parte do treinamento para criar uma postagem no Instagram promovendo seu novo documentário. Por volta de maio de 2021, foi revelado que Tayla queria que o clube dobrasse seu salário para um total de US$ 150.000, o que Carlton estava relutante em fazer. Tayla Harris alertou que ela poderia mudar de esporte, voltando para o boxe, onde teve sucesso no passado. Foi relatado que seu relacionamento com o clube começou a se deteriorar. Tayla Harris finalmente solicitou uma negociação com o Melbourne e foi negociada em 8 de junho.

### Estatísticas na AFLW
As estatísticas estão corretas até o final da 6ª temporada de 2022.
Legenda: G : Gols, K: Chutes, D: Eliminações, T: Tackles, B: Behinds, H: Passes, M: Pegadas
| Temporada | Clube     | N°       | Jogos | Total | Total | Total | Total | Total | Total | Total | Média por jogo | Média por jogo | Média por jogo | Média por jogo | Média por jogo | Média por jogo | Média por jogo | Votos |
| Temporada | Clube     | N°       | Jogos | G     | B     | K     | H     | D     | M     | T     | G              | B              | K              | H              | D              | M              | T              | Votos |
| 2017      | Brisbane  | 7        | 8     | 4     | 9     | 45    | 11    | 56    | 23    | 16    | 0.5            | 1.1            | 5.6            | 1.4            | 7.0            | 2.9            | 2.0            | 6     |
| 2018      | Carlton   | 22       | 6     | 5     | 6     | 48    | 11    | 59    | 20    | 19    | 0.8            | 1.0            | 8.0            | 1.8            | 9.8            | 3.3            | 3.2            | 4     |
| 2019      | Carlton   | 7        | 8     | 8     | 7     | 50    | 13    | 63    | 25    | 21    | 1.0            | 0.9            | 6.3            | 1.6            | 7.9            | 3.1            | 2.6            | 0     |
| 2020      | Carlton   | 7        | 7     | 8     | 5     | 55    | 18    | 73    | 26    | 17    | 1.1            | 0.7            | 7.9            | 2.6            | 10.5           | 3.7            | 2.4            | 3     |
| 2021      | Carlton   | 7        | 9     | 4     | 3     | 34    | 14    | 48    | 16    | 17    | 0.5            | 0.3            | 4.3            | 1.8            | 6.0            | 2.0            | 2.1            | 0     |
| 2022 (S6) | Melbourne | 7        | 12    | 18    | 11    | 66    | 31    | 97    | 39    | 17    | 1.5            | 0.9            | 5.5            | 2.6            | 8.1            | 3.3            | 1.4            | 3     |
| Carreira  | Carreira  | Carreira | 49    | 47    | 40    | 298   | 98    | 396   | 149   | 107   | 1.0            | 0.8            | 6.1            | 2.0            | 8.1            | 3.0            | 2.2            | 13    |

## Recorde no boxe profissional
| N° | Resultado | Recorde | Oponente          | Tipo | Rounds, tempo | Data        | Local                                                     | Notas                                                               |
| -- | --------- | ------- | ----------------- | ---- | ------------- | ----------- | --------------------------------------------------------- | ------------------------------------------------------------------- |
| 8  | Win       | 7–0–1   | Janay Harding     | TKO  | 4 (8), 0:58   | 22 Nov 2019 | The Melbourne Pavilion, Flemington, Victoria, Australia   | Conquistou o título australiano vago de super-welterweight feminino |
| 7  | Win       | 6–0–1   | Margarite Butcher | TKO  | 2 (8), 1:18   | 18 Oct 2019 | The Melbourne Pavilion, Flemington, Victoria, Australia   | Conquistou o título australiano de pesos médios femininos           |
| 6  | Win       | 5–0–1   | Renee Gartner     | TKO  | 2 (5), 1:53   | 14 Aug 2019 | ICC Exhibition Centre, Sydney, New South Wales, Australia |                                                                     |
| 5  | Draw      | 4–0–1   | Sarah Dwyer       | MD   | 8             | 17 Nov 2018 | The Melbourne Pavilion, Flemington, Victoria, Australia   | Pelo título australiano vago de pesos médios femininos              |
| 4  | Win       | 4–0–0   | Janay Harding     | UD   | 5             | 7 Sep 2018  | The Melbourne Pavilion, Flemington, Victoria, Australia   |                                                                     |
| 3  | Win       | 3–0     | Margarite Butcher | UD   | 6             | 4 Aug 2018  | The Melbourne Pavilion, Flemington, Victoria, Australia   |                                                                     |
| 2  | Win       | 2–0     | Tessa Tualevao    | MD   | 4             | 23 Sep 2017 | Eatons Hill Hotel, Eatons Hill, Queensland, Australia     |                                                                     |
| 1  | Win       | 1–0     | Margarite Butcher | UD   | 4             | 24 Jun 2017 | Eatons Hill Hotel, Eatons Hill, Queensland, Australia     |                                                                     |

## Assédio on-line
Uma foto tirada pelo fotógrafo da AFL Media, Michael Willson, mostrando Tayla Harris chutando para o gol durante uma partida de 2019 contra os Western Bulldogs, tornou-se alvo de trollagem sexual na Internet depois de ser postada nas redes sociais pela Seven Network. Harris retuitou a fotografia com a legenda: “Aqui está uma foto minha no trabalho... pensem nisso antes de seus comentários depreciativos, animais”. Os críticos dos trolls incluíam os jogadores da AFLW Erin Phillips e Darcy Vescio, o jogador de Geelong Patrick Dangerfield, a ciclista Anna Meares, a chefe de futebol da AFLW Nicole Livingstone, o presidente-executivo da Australian Football League Gillon McLachlan, e a ministra federal para mulheres Kelly O'Dwyer. Phillips, Vescio, Meares e O'Dwyer juntaram-se ao coro de pessoas que condenaram a decisão de Seven de remover a foto, que foi considerada uma cedência aos trolls. Posteriormente, foi republicada com um pedido de desculpas.
Em 11 de setembro de 2019, uma estátua de bronze imortalizando a imagem foi inaugurada na Federation Square Melbourne.
Em 27 de fevereiro de 2020, Tayla Harris foi anunciada como embaixadora da Our Watch, uma organização nacional encarregada de prevenir a violência contra mulheres e seus filhos.

## Vida pessoal
A companheira de Tayla Harris é a também jogadora da AFLW, Kodi Jacques.

## Reconhecimento
Ela foi reconhecida pela BBC como uma das 100 mulheres mais inspiradoras do mundo de 2019.